# Matterhornbahn

Zeichnung der Gornergrat- (links) und der Matterhornbahn (rechts) von Xaver Imfeld

Die Matterhornbahn ist eine von vielen Eisenbahnstrecken im hochalpinen Alpenraum der Schweiz, die in der Belle Époque geplant, jedoch nie realisiert wurden. 1890 erstmals projektiert, sollte sie in Fortsetzung der Visp-Zermatt-Bahn (Eröffnung 1891) von Zermatt (1608 m ü. M.) ins Zentrum der Walliser Alpen führen – ein Zweig auf den Gornergrat (3135 m ü. M.), der andere auf das Matterhorn (4478 m ü. M.). Im Gegensatz zur Gornergratbahn, deren Eröffnung am 20. August 1898 gefeiert werden konnte, wurde die Matterhornbahn nie realisiert.

## Projektgeschichte

Xaver Imfeld, Projektverfasser der Matterhornbahn

Zusammen mit dem Bieler Buchdrucker und Unternehmer Leo Heer-Bétrix (1835–1890) reichte Xaver Imfeld (1853–1909) – der «berühmteste Ingenieur-Topograph der damaligen Zeit» – am 22. August 1890 ein «Konzessionsgesuch für den Bau der Zermatter Hochgebirgsbahnen auf den Gornergrat und das Matterhorn» ein. Imfeld war bereits mit Eisenbahnprojekten wie der Visp-Zermatt-Bahn in Erscheinung getreten, 1896 war er auch am Projekt der Jungfraubahn beteiligt. Das Sieben-Millionen-Franken-Projekt im Wallis sollte in nur vier Jahren realisiert werden. Empfänger des Konzessionsgesuchs war der Vorsteher des damaligen Post- und Eisenbahndepartements, Bundesrat Emil Welti.
Weder der Bundesrat noch der National- oder der Ständerat opponierten gegen das Projekt. Die Medien liessen ebenso keine Kritik daran verlauten. Eher das Gegenteil war der Fall: So berichtete das Berner Tagblatt am 22. Juni 1892:

«Das Eisenbahnprojekt Zermatt-Gornergrat und Matterhorn ist ein Doppelprojekt und soll eine bequeme Verbindung des Bahnhofs Zermatt mit den beiden genannten Aussichtspunkten bezwecken. Das Pferdematerial reicht nach Aussage der Konzessionäre schon jetzt nicht aus, allen Anforderungen zu entsprechen, und die in Betrieb gesetzte Linie Visp-Zermatt werde noch viele schwächliche Personen zuführen, denen eine leichte Beförderung zu den schönsten Aussichtpunkten eine wahre Wohltat sei.»

Die Projektierung visionärer Eisenbahnprojekte erlebte Ende des 19. Jahrhunderts eine einzigartige Konjunktur, zum Beispiel in Savoyen mit der Planung einer Bahn auf den Mont Blanc. Diese Konkurrenz sorgte über die Region hinaus für politischen Rückenwind für Projekte wie die Matterhornbahn, deren Endstation die höchste der Welt werden sollte.

### Projektierter Streckenverlauf

Längenprofil der projektierten Gornergrat- und Matterhornbahn

Die erste Teilstrecke sollte eine mit Dampf betriebene Adhäsionsbahn bilden, die ab Zermatt durch einen 180 Meter langen Tunnel unter dem Dorfhügel und jenseits des Triftbachs entlang zum Zmuttbach führen sollte, um nach dessen Überquerung die Abzweigungsstation Gorge zu erreichen. Die Konstruktion der Bahn hätte dabei analog der Visp-Zermatt-Bahn erfolgen sollen, um die neue Strecke mit den vorhandenen Fahrzeugen befahren zu können (Meterspur, zweiteilige Abt’sche Zahnstangen).
Von Gorge aus sollte eine Verbindungsstrecke mittels Spitzkehre nach Überquerung der Matter Vispa zur Station Moos führen, dem Ausgangspunkt der Gornergratbahn. Der Hauptstrang der Bahn sollte als Zahnradbahn zum Weiler «Zum See» weitergeführt werden, dem Beginn der eigentlichen Matterhornbahn. Deren erster Abschnitt hätte mit einer elektrischen Drahtseilbahn zur Station Schafberg führen sollen, wobei dasselbe Konstruktionssystem wie bei der 1890 eröffneten Luganeser San-Salvatore-Bahn angewandt werden sollte (0,80 Meter Spurweite, zweiteilige Abt’sche Zahnstangen, Motor in der Mitte der Seillänge, die Wagen begegnen sich in der Mitte und bedingen dort ein Umsteigen der Reisenden).
Eine elektrische Zahnradbahn hätte den zweiten Abschnitt gebildet, die Stationen Schwarzsee und Hörnli stellenweise durch Tunnels passieren und die nach Edward Whymper, dem Erstbesteiger des Matterhorns, genannte Whymperhütte erreichen sollen (unterirdische Umsteigestation). Im dritten Abschnitt wäre wieder eine Drahtseilbahn eingesetzt worden, die in einem extrem steilen Tunnel oder einem tonnlägigen Schacht bis kurz unter den Gipfel des Matterhorns geführt hätte. Dort wurde eine Galerie mit Räumen für die Restauration, das Betriebspersonal, die Bergführer und Schlafkabinen projektiert.
Der Zeitplan war ambitioniert: Im ersten Jahr sollten die Verbindungsbahnen nach Moos und «Zum See» erstellt werden, im zweiten die Seilbahnen nach Riffelalp (Gornergratbahn) und Schafberg (Matterhornbahn), im dritten Jahr die Drahtseilbahnen auf den Gornergrat und zur Whymperhütte und schon im vierten Jahr die Seilbahn auf das Matterhorn.

### Wasserkraft zur Stromversorgung
Ausser den Verbindungen von Zermatt nach Moos und «Zum See» sollten sowohl die Gornergrat- als auch die Matterhornbahn elektrisch betrieben werden. Dazu schlugen die Konzessionäre vor «zu diesem Zwecke unter Benützung der reichlichen Wasserkräfte der Gegend eine centrale Installation zu errichten, welche event. auch Kraft zu Beleuchtungszwecken etc. abgeben kann». Von einer Nutzung der Kohle rieten die Konzessionäre explizit ab. Einerseits sei sie zu teuer und andererseits solle sie «die reine Bergluft, welche die Reisenden ja aufsuchen» nicht verunreinigen.

### Photogrammetrische Vermessung

Skizze der Stationsanlage auf dem Gipfel des Matterhorns, dessen Höhe hier mit 4'505 m. ü. M. angegeben wird.

Für die Detailplanung und das Bauprojekt konnte das offizielle Kartenwerk nicht genügen, denn der Topographische Atlas der Schweiz (Siegfriedkarte) gibt das Matterhorn nur im Massstab 1:50 000 wieder. Xaver Imfeld musste eine genauere und detailliertere Vermessung des Gipfels ins Auge fassen. Gerade für die Planung dieser speziellen Bahn waren exakte Höhenangaben unentbehrlich. Dabei wandte Imfeld, der zuvor als Topograf für das  Eidgenössische Topographische Bureau gearbeitet hatte, als einer der ersten in der Schweiz die Bildmessung (Photogrammetrie) an. Mit diesem Verfahren liessen sich die entsprechenden Berechnungen auf Basis von Fotografien machen. Imfeld verwendete einen photogrammetrischen Theodolit von der Firma Kern & Co in Aarau, mit dem er 1891 über 800 Höhenpunkte mehrfach bestimmte. Nach dem Scheitern des Bahnprojekts verwertete er seine photogrammetrische Vermessung für die Modellierung seines beeindruckenden Reliefs des Matterhorns 1:5000, das er 1896 an der Landesausstellung in Genf präsentierte.

## Scheitern des Projekts
Zwar erteilte der Bundesrat am 20. Juni 1892 die Konzession für die Matterhornbahn, die Bauarbeiten begannen trotzdem nicht. Xaver Imfeld erkrankte  und sah keine baldige Gesundung. Er trat seine Konzession darum an den Bieler Architekten August Haag ab. 1895 übernahm Haag die Konzession der Witwe des bereits 1890 verstorbenen Heer-Bétrix, meldete dem Bundesrat jedoch sogleich, dass er die Realisierung der Gornergratbahn jener auf das Matterhorn vorzuziehen gedenke. Schon am 20. August 1898 konnte diese Strecke in Betrieb genommen werden. Die Gornergratbahn wurde allerdings, entgegen dem Projekt hier, als reine Zahnradbahn ohne Seilbahnabschnitt erbaut.
Doch das Projekt Matterhornbahn war damit noch nicht vom Tisch. Ende 1906 erfolgte ein leicht angepasstes Konzessionsgesuch, wiederum aus Imfelds Feder. Diesmal war der Lausanner Mineraloge Henri Golliez an seiner Seite und die Kosten wurden auf 10 Millionen Franken geschätzt. Doch im Gegensatz zum Projekt von 1890 wurde dieses nicht mehr einfach durchgewinkt. Bereits das Post- und Eisenbahndepartement meldete vor allem aus Sicherheitsgründen Bedenken an. Überdies kühlte sich das Eisenbahnfieber der Bevölkerung merklich ab und machte einer kritischen Sichtweise auf ambitionierte Projekte dieser Art Platz. Wichtigster Wortführer der Opposition gegen Bergbahnen dieser Art wurde der in diesem Kontext eben erst gegründete Schweizer Heimatschutz, zusammen mit dem Schweizer Alpen-Club und den naturforschenden Gesellschaften. Neben der Publikation zahlreicher Artikel lancierte die Opposition eine Petition gegen die Matterhornbahn. Mit knapp 70'000 Unterschriften stellte diese die «bisher grösste und spektakulärste Unterschriftensammlung im noch jungen Bundesstaat» dar.
Zum Scheitern des Projekts trug jedoch nicht in erster Linie der Widerstand gegen die Bergbahn bei, sondern eher die Frage der Finanzierung. Dass die Kosten im Konzessionsgesuch zu niedrig geschätzt worden waren, fiel schon 1891 auf. So berichtete die Schweizerische Bauzeitung, «dass ein Tunnel von über 70 % Steigung nicht mehr als Tunnelbau, sondern eher als tonnlägiger Schacht zu betrachten ist und dass daher dessen Baukosten wesentlich höher anzusetzen sind. Ferner müssen die erheblichen Schwierigkeiten, welche Arbeiten in so ungewöhnlicher Höhenlage entgegenstehen, bei der Berechnung auch noch in Betracht gezogen werden.» Nicht nur wurden die Kosten zu niedrig angesetzt, auch kostentreibende geologische und klimatische Studien waren nur ungenügend in das Projekt eingeflossen. Der Grund dafür lag einerseits in der Befürchtung, die Konkurrenz könnte das bereits 1891 in der Bauzeitung publizierte Projekt umsetzen. Kosten- und Zeitpläne bildeten jedoch das entscheidende Kriterium für die Bewilligung einer Konzession: «Den Zuschlag erhielt jener Petent, der für eine geringere Summe eine frühere Fertigstellung garantierten konnte. Dieses Moment bildet ein entscheidendes Indiz dafür, warum die Pläne so straff kalkuliert worden waren. Kostenüberschreitungen nach der Genehmigung konnten nicht zu einem Rückzug der Konzession führen, zu realistische Finanzpläne aber zu einer Nicht-Vergabe der Konzession.» Die Kosten wurden zum Dritten darum knapp kalkuliert, um Investoren gewinnen und ihnen eine gute Rendite in Aussicht stellen zu können.
1909 starb 56-jährig Xaver Imfeld an einem Herzinfarkt und nur vier Jahre später Henri Golliez, erst 52-jährig. Durch den Tod sowohl des leitenden Ingenieurs als auch des Initiators und im Jahr darauf mit Ausbruch des Ersten Weltkriegs endete der Traum einer Bergbahn auf das Matterhorn.

## Nachweise
1. ↑  Heinz Schild: Der gescheiterte Kampf für eine Matterhorn-Bahn, in: Cartographica Helvetica 51 (2015), S. 59, doi:10.5169/seals-513721.
2. ↑  Heinz Schild: Visionäre Bahnprojekte. Die Schweiz im Aufbruch 1870–1939. AS Verlag, Zürich 2013, S. 170.
3. ↑  Heinz Schild: Der gescheiterte Kampf für eine Matterhorn-Bahn. In: Cartographica Helvetica. Band 51, 2015, S. 59, doi:10.5169/seals-513721.
4. ↑  Konzessionsgesuch, 1890–1892 (Schweizerisches Bundesarchiv E53#1000/893#7467*).
5. ↑  Projekt der Zermatter-Hochgebirgs-Bahnen Gornergrat und Matterhorn vom 22. August 1890, in: Schweizerisches Bundesarchiv E53#1000/893#7467*.
6. ↑  Martin Rickenbacher: Xaver Imfeld und das Eidgenössische Topographische Bureau 1876-1890. In: Geomatik Schweiz. Band 107, Nr. 11, 2009, S. 549–554, doi:10.5169/seals-236643.
7. ↑  Martin Rickenbacher: Wie hoch ist der Berg der Berge? In: Das Matterhorn im Kartenbild, Cartographica Helvetica 51 (2015), S. 40, doi:10.5169/seals-513716.
8. ↑  Catalogue special der Groupe XX Cartographie der Exposition Nationale Suisse Genève 1896, S. 39, Nr. 1714.
9. ↑  Stefanie Niesner: Ingenieur vs. Berg – Der Kampf ums Matterhorn. Eine kritische Betrachtung der Konzessionsanträge für das nicht verwirklichte Projekt einer Matterhornbahn. In: historioPLUS. Band 3, 2016, S. 37–38 (Digitalisat).
10. ↑  Stefanie Niesner: Ingenieur vs. Berg – Der Kampf ums Matterhorn. Eine kritische Betrachtung der Konzessionsanträge für das nicht verwirklichte Projekt einer Matterhornbahn. In: historioPLUS. Band 3, 2016, S. 39 (Digitalisat).
11. ↑  Heinz Schild: Der gescheiterte Kampf für eine Matterhorn-Bahn. In: Cartographica Helvetica. Band 51, 2015, S. 61, doi:10.5169/seals-513721.
12. ↑  Zermatter Hochgebirgs-Bahnen, Artikel über das Projekt Matterhornbahn, basierend auf den Unterlagen von Xaver Imfeld. In: Schweizerische Bauzeitung, 17/18 (1891), Heft 23, S. 147, doi:10.5169/seals-86120.
13. ↑  Stefanie Niesner: Ingenieur vs. Berg – Der Kampf ums Matterhorn. Eine kritische Betrachtung der Konzessionsanträge für das nicht verwirklichte Projekt einer Matterhornbahn, in: historioPLUS 3 (2016), 49 (Digitalisat).